# Šigeo Gočó
Šigeo Gočó (牛腸茂雄, Gochō Shigeo, 2. listopadu 1946, Kamo – 2. června 1983) byl japonský fotograf a spisovatel aktivní v druhé polovině 20. století.

## Životopis
Narodil se 2. listopadu 1946 ve městě Kamo v prefektuře Niigata. Od tří let trpěl onemocněním hrudním, přestal růst a měl poruchu ohýbání zad. Přihlásil se ke studiu obchodního oddělení prefekturní střední školy Niigata Prefectural Sandžó Commercial High School (v současné době Niigata Prefectural Sandžó Commercial High School), během školy vyhrál malířskou soutěž, po ukončení studia vstoupil do Kuwasawa Design Institute a učil se fotografii od Kijodža Ócuja. Poté vyprodukoval mnoho fotografických děl a bojoval proti své nemoci. Pořídil mnoho snímků dětí a byl známý svým stylem vstupu do světa dětí. V roce 1977 vydal fotoknihu SELF AND OTHERS a získal ocenění Japonské fotografické společnosti. Kromě fotografie se věnoval také psychologii. Snažil se také točit 8mm a 16mm filmy. Zemřel v roce 1983, bylo mu 36 let.

## Sbírky
Díla umělce jsou v následujících sbírkách:
- Tokijské metropolitní muzeum fotografie
- Muzeum umění prefektury Jamaguči
- Muzeum moderního umění prefektury Niigata
- Národní muzeum moderního umění v Tokiu
- Muzeum umění města Niigata